# Commission des sondages
La Commission des sondages est un organisme français créé par la loi du 19 juillet 1977 chargé de contrôler les sondages électoraux.

## Composition
La Commission des sondages est depuis la loi du 20 janvier 2017 composée de neuf membres désignés pour six ans parmi lesquels on compte deux membres du Conseil d’État, deux de la Cour de cassation et deux de la Cour des comptes et trois membres désignés par le président de la République, le président du Sénat et le président de l'Assemblée nationale,. 
La Commission est considérée comme une autorité administrative par un rapport du Conseil d’État de 2001 mais perd cette qualité avec la loi du 20 janvier 2017 portant statut général des autorités administratives indépendantes et des autorités publiques indépendantes.

## Rôle
La commission des sondages est chargée d’étudier et de proposer des règles tendant à assurer dans le domaine de la prévision électorale l’objectivité et la qualité des sondages publiés ou diffusés. La commission a tout pouvoir pour vérifier que les sondages ont été commandés, réalisés, publiés ou diffusés conformément à la loi du 19 juillet 1977 et aux textes réglementaires applicables. 
La commission élit en son sein son président. Le secrétaire général de la commission  est nommé par arrêté du Garde des sceaux.
Avant la publication ou la diffusion de tout sondage, électoral ou pas, l’organisme qui l’a réalisé procède au dépôt auprès de la commission des sondages d’une notice précisant au minimum :  
- le nom de l'organisme ayant réalisé le sondage ;
- le nom et la qualité du commanditaire du sondage ou de la partie du sondage, ainsi que ceux de l'acheteur s'il est différent ;
- le nombre de personnes interrogées ;
- la ou les dates auxquelles il a été procédé aux interrogations ;
- le texte intégral de la ou des questions posées  ;
- une mention précisant que tout sondage est affecté de marges d'erreur ;
- l’objet du sondage, la méthode selon laquelle les personnes interrogées ont été choisies, le choix et la composition de l’échantillon ;
- les conditions dans lesquelles il a été procédé aux interrogations ;
- la proportion des personnes n’ayant pas répondu à l’ensemble du sondage et à chacune des questions ;
- s’il y a lieu, la nature et la valeur de la gratification perçue par les personnes interrogées ;
- s’il y a lieu, les critères de redressement des résultats bruts du sondage[8].

Dès la publication ou la diffusion du sondage toute personne a le droit de consulter auprès de la commission des sondages cette notice, que la commission rend publique  sur son service de communication au public en ligne. Ce document peut différer de celui mis en ligne par l’institut de sondage.

## Comparaison avec les autres pays
En Italie, l'autorité de régulation des médias (AGCOM) est responsable de la mise en œuvre des règles de publication et de diffusion des sondages d’opinion et des sondages politiques et électoraux. 
Dans beaucoup d'autres pays, le choix des sondages publiés est laissé au libre arbitre des médias qui les reprennent[réf. nécessaire].

## Textes législatifs
- Loi no 77-808 du 19 juillet 1977 relative à la publication et à la diffusion de certains sondages d'opinion